# Птипьер, Макс
Макс Птипье́р (фр. Max Petitpierre; 26 февраля 1899, Невшатель — 25 марта 1994, Невшатель) — швейцарский политик, президент.

## Биография
Макс Птипьер изучал право в университетах Невшателя, Цюриха и Мюнхена. В 1921 году он получил степень лиценциата, а в 1924 доктора юридических наук. С 1922 года он работал адвокатом, затем нотариусом. В 1932 году стал профессором гражданского права в Университете Невшателя, а затем в 1939 деканом юридического факультета.
Его политическая карьера началась в 1937 году, когда он был избран в кантональный парламент Невшателя, затем в 1940 году он избирается в городской совет Невшателя. С 1942 по 1944 год Птипьер был членом Совета кантонов (сенат Швейцарии). В 1944 году избран в Федеральный совет Швейцарии.
- 14 декабря 1944 — 30 июня 1961 — член Федерального совета Швейцарии.
- 4 января 1945 — 30 июня 1961 — начальник политического департамента.
- 1 января — 31 декабря 1949 — вице-президент Швейцарии.
- 1950, 1955, 1960 — президент Швейцарии (с 1 января по 31 декабря).

В послевоенные годы, ему удалось укрепить позиции Швейцарии. В 1945 году Швейцария возобновила дипломатические отношения с СССР, а в 1950 установила отношения с КНР. Во время «холодной войны» Птипьер проводил внешнюю политику, основанную на принципах нейтральности, универсальности и солидарности. Он выступал против вступления Швейцарии в ООН, Совет Европы и ЕС, но продолжал политику гуманитарной помощи странам «третьего мира». В 1961 году Швейцария стала членом Организации экономического сотрудничества и развития (ОЭСР).
После отставки в 1961 году, являлся членом советов директоров нескольких компаний, членом Международного комитета Красного Креста (1961—1976).

## Семья
Макс Птипьер вторым браком был женат на сестре известного писателя Дени де Ружмона Антуанетте Элизе де Ружмон. Один из его сыновей Жиль (р.1940) тоже политик — он является председателем Комитета по науке, образованию и культуре в сенате Швейцарии и членом ПАСЕ.

## Факты
- Макс Птипьер был одним из долгожителей среди бывших глав государств и правительств мира в конце своей жизни.